# Травиан
Травиан (TRAVIAN) — браузерная игра-стратегия, разработанная «Travian Games GmbH» (Германия). Суть игры заключается в строительстве и развитии деревень, ведении торговли и военных действий с другими игроками. Действие игры происходит во времена условной античности. Предположительно и с высокой долей вероятности идея создания игры разработчикам была навеяна одной из популярных некогда настольных игр — а именно «Колонизаторами», — с которой у TRAVIAN имеется ряд схожих черт, касающихся основания и развития поселений, ресурсных полей и т. п.
Первая версия игры стартовала в Германии 5 сентября 2004.

## Геймплей
Игра «TRAVIAN» написана на языках PHP (серверная часть) и JavaScript (клиентская часть) и является браузерной MMOG игрой: множество игроков заходят на один из выбранных серверов и с помощью веб-интерфейса управляют развитием своей деревни. Игра отражает стратегию реального времени — благодаря скриптам игрок может видеть таймеры предстоящих событий (подготовка очередного солдата или нападение на деревню). Когда настаёт время события, оно поступает в очередь обработки сервера, и игрок может видеть обновлённую веб-страницу. Играть в TRAVIAN, в принципе, можно и без JavaScript — не будут работать некоторые «удобности», а также таймеры — страницу нужно будет обновлять вручную. В игре есть две ветви развития деревни — военная и строительная.

### Экономика игры

#### Игровые ресурсы
Основу экономики Травиан составляют естественные природные ресуры 4-х видов: глина, древесина, железо и зерно. Они требуются для строительства остальных зданий в деревне и подготовки военных юнитов. Приток ресурсов можно увеличить, построив лесопильный завод (+25 %), кирпичный завод (+25 %), чугунолитейный завод (+25 %) во внутренней части деревни.
Особую категорию ресурсов составляет зерно — оно нужно для питания армии и населения деревни. При этом и армия, и каждая постройка деревни «поедают» зерно. Производство зерна можно увеличить на 50 %, построив мукомольную мельницу и пекарню. У римлян существует дополнительный бонус в виде особого здания водопой, которое снижает потребления зерна конными войсками (на 10 уровне −1 зерна для разведчиков, на 15-м уровне −1 зерна для конницы императора, на 20-м уровне −1 зерна для конницы Цезаря). Поскольку войска и постройки (а также войска, которые могут прийти в деревню в качестве подкрепления от других игроков) потребляют зерно, этот ресурс может уйти в минус. Тогда в деревне начнется голод и войска начнут умирать. Предотвратить голод можно, построив максимально большой амбар (или несколько амбаров) и заполнив их зерном.
Приток ресурсов также можно увеличить, завоевав оазис или задействовав денежные ресурсы («плюс» 25 % к производству того или иного ресурса).
С каждым следующим уровнем ресурсное поле производит большее количество ресурсов. Например, ферма нулевого уровня производит 2 единицы зерна в час, ферма 10-го уровня — 200 в час, а ферма 19-го уровня 2000 в час. Максимальный уровень развития ресурсных полей — 20. Строить поля выше 10 уровня можно только в столице, которая у каждого игрока одна. Если игрок перенесет столицу в другую деревню, уровень полей «упадёт» до 10-и. При максимальном развитии ресурсных полей и промышленных построек, деревня приносит игроку по 1000 единиц глины, железа и древесины и 1800 единиц зерна в час (для стартовой деревни).
Игроки могут торговать друг с другом игровыми ресурсами через рынок.

#### Денежные ресурсы
Игра «TRAVIAN» — бесплатная, однако за деньги можно «приобрести» золото и на него купить существенные дополнительные бонусы в рамках системы «TRAVIAN Плюс» (мгновенное завершение строительства и исследования, дополнение интерфейса своими ссылками, плюс к приросту ресурсов, к атаке и защите (с версии Т3.6 этот бонус отменён), NPC-торговец, меняющий любые ресурсы в пропорции 1:1, каждый бонус стоит разное количество золота). На большинстве серверов для расчёта стоимости золота используется курс евро (для SMS-пополнения используется курс доллара). Золото также можно конвертировать в серебро по игровому курсу.
Серебро — это внутренняя валюта, которую можно получить, продав тот или иной предмет на аукционе или получив серебро в качестве награды за приключение (героем). Серебро можно конвертировать в золото по менее выгодному «обратному» курсу.
Обмен золотом и серебром между игроками запрещён правилами игры. Единственный легальный инструмент обмена этими ресурсами — аукцион, на котором игроки продают и покупают предметы.

#### Особенности игровых клеток
В игре существует несколько типов игровых клеток, которые отличаются друг от друга комбинациями ресурсных полей. По умолчанию все игроки получают стартовую деревню одного вида, т. н. «шестёрку» (4 ресурсных поля каждого вида и 6 полей зерна). Самой ценной игровой клеткой является «пятнашка» (клетка с 15-ю полями зерна и 1 полем каждого вида ресурсов). Только в ней можно построить по-настоящему серьёзную армию. Преимуществом пользуются те игроки, которые сумели присоединить к «пятнашке» оазисы с большим приростом («плюсом») зерна.
Оазис — это особый тип игровой клетки. Начиная с версии Т3 оазисы можно захватывать (в версии Т2.5 они лишь украшали карту). Оазисы дают прирост к часовой выработке ресурсов, и потому могут быть захвачены героем. Однако предварительно их надо «зачистить» от обитающих там животных. С версии T4 герой может также ловить диких животных в оазисах для использования при защите своих деревень. В оазисе нельзя построить деревню, их можно только грабить или присоединять к деревне, увеличивая приток ресурсов.
При набеге на оазис (точно так же, как и при набеге на деревню) игроки получают некоторое количество ресурсов. Соотношение ресурсов зависит от типа оазиса. Захват оазиса возможен через набег героем после постройки таверны и позволяет увеличить приток ресурсов. Всего к деревне может быть присоединено только 3 оазиса. Однако у присоединения оазисов есть один большой минус — через них можно грабить деревню, в которой присоединен оазис. Защищать оазисы от вторжений сложно в силу отсутствия там каких-либо оборонительных сооружений.
В пустых игровых клетках могут основать новую деревню поселенцы, отправленные из деревни. Правом основать новую деревню пользуется тот, чьи поселенцы заселились раньше. Если поселенцы пришли на уже занятую клетку, им приходится возвращаться обратно в родную деревню.

### Строительство деревни
Деревня разделена на две области, внешнюю и внутреннюю. Во внешней расположены ресурсные поля, во внутренней — деревня и постройки в ней (здания экономической и военной инфраструктуры). Во внутренней части находятся здания трех видов: инфраструктурные, военные и промышленные. Внутреннюю часть деревни ещё называют центром. Его можно окружить защитной стеной. Там находится главное здание деревни — дом, где живут строители. С развитием главного здания время строительства зданий уменьшается. Также в центре находятся амбар и склад, предназначенные для хранения ресурсов, казарма и конюшня — для производства юнитов, и рынок, позволяющий обмениваться ресурсами с соседями. Тайник позволяет спрятать определённое количество сырья от нападающих.

#### Военная инфраструктура
Военная составляющая играет немаловажную роль в мирах TRAVIAN. В первую очередь в центре деревни должен быть построен пункт сбора, распределяющий войска на военные операции. Существуют пять видов войск в TRAVIAN: пехота, кавалерия, разведка, осадные орудия, а также сенаторы (римляне), вожди (германцы), предводители (галлы), необходимые для захвата и поселенцы, необходимые для основания деревни. Каждый юнит обладает определённой задачей и имеет пять главных характеристик: уровень атаки, уровень защиты от пехоты, уровень защиты от конницы, скорость перемещения и грузоподъемность. В частности:
- разведчики и следопыты не годятся для прямой атаки и слабы в обороне. Они нужны для разведки ресурсов и обороноспособности противника, а также для контрразведки. Для эффективной контрразведки количество и качество разведчиков в деревне должно быть не хуже, чем у нападающих;
- тараны нужны для разрушения вражеской стены и практически не защищены от атак;
- катапульта (германцы), огненная катапульта (римляне) и требушет (галлы) (в версии T3 назван требучет, однако в версии T3.5 название изменили на требушет) — для уничтожения зданий во вражеской деревне;
- начиная с версии Т3 существует также особый тип воинов — герой.

В каждый момент времени у игрока может быть только один живой герой. С ростом уровня героя время и стоимость восстановления растут. Игроки имеют возможность перераспределять очки героя по четырём критериям: а) личная сила, б) плюс к атаке войска, в) плюс к защите войска, г) производство ресурсов. Перераспределение ресурсов можно «сбросить», воспользовавшись специальным предметом («Книгой мудрости»).
Каждый из видов строений имеет специальное здания для создания юнитов:
- Казарма служит для создания пехоты.
- В конюшне обучается кавалерия.
- Осадные орудия строятся в мастерской.
- Во дворце или резиденции можно обучить сенатора или поселенца (в отличие от других юнитов, их количество строго ограничено).

Перед тем как начать строить юниты определённого типа, необходимо изучить их в академии за определённое количество ресурсов. Не требуется изучение для подготовки поселенцев и самых простых войск (фаланга, дубинщик, легионер).
Во время сражения своими войсками управлять нельзя. Исходя из характеристик обороняющейся и атакующей стороны, рассчитываются потери и результаты сражения (такие как добыча ресурсов и разрушения здания).

### Народы
Всего в игре присутствуют четыре народа.
- Римляне — обладают преимуществом в скорости развития за счёт возможности одновременно вести строительство двух зданий: одного внутри деревни и одного вовне (ресурсное поле). В атаке и защите достаточно сбалансированы, имеют сильный защитный бонус при обороне деревни за счёт городской стены более высокого уровня. Однако стоимость войск дороже, чем у других народов, дольше время постройки.
- Галлы — самый мирный народ, в защите имеют бонусы в виде капканщика, ограждающего деревню сетью ловушек для вражеских войск, и удвоенной ёмкости тайника. Однако, при агрессивной игре, способны делать успехи. В целом, галлы — это золотая середина в игре. У галлов самые быстрые войска и торговцы. Ими легко начать игру, легко обороняться. Для новичка галлы — идеальный народ.
- Германцы — самый агрессивный народ, обладающий очень дешёвыми воинами. Имеют преимущество в грабежах, во время их атак тайники противника эффективны лишь на 80 % (в версии T3 было 2/3). Из минусов можно отметить, что данная нация очень слаба в обороне в сравнении с другими. Кроме русских серверов, они называются Тевтонцами.
- Натары — древний народ, который считался вымершим. Только в их селениях можно построить Чудо Света, но знание о знаменитых Чудесах Света предки унесли с собой в могилы. В тот момент, когда люди потеряли уже последнюю надежду, судьба указала им дорогу к древнему племени Натаров. Каждое выжившее племя смогло спасти строительный план, чудом сохранившийся на развалинах былых сооружений. Натары будут защищать свои деревни до последней капли крови, ибо только тот, кто сможет захватить их деревни, достаточно силен для возведения нового Чуда Света. Смогут ли люди, люди времен второй эпохи возвести Чудо Света в былом великолепии? Только о сильнейших будут помнить люди третьей эпохи, рассказывать славные истории о героях прежней эпохи…

### Взаимодействие с окружающими
Простейшие виды взаимодействий с окружающими — это торговля и война. Но миры TRAVIAN слишком большие, и потому в одиночку невозможно достичь победы в раунде или удержаться на позиции лидера. Поэтому игроки по договорённости могут объединяться в альянсы. Альянсы позволяют игрокам более выгодно обмениваться ресурсами, договариваться и планировать совместные операции. Существует также и система межальянсного взаимодействия: союз, нейтралитет (пакт о ненападении) и война, однако нередко подобные дипломатические отношения имеют негласный характер.
Игрок может напасть на другую деревню с целью грабежа (используется атака набегом), или с целью уничтожения войска («обычное нападение»). Особым нападением является нападение с катапультами/требушетами и таранами. В конечном счёте такие нападения могут привести к разрушению деревни. Если среди нападавших есть сенатор (в других народах он называется вождём или предводителем), то одобрение жителями своего правителя (то есть игрока) будет уменьшаться. При нулевом одобрении деревня переходит в чужие руки.

### Конец раунда
Игра в мирах TRAVIAN не продолжается бесконечно: приблизительно через год после старта сервера (на скоростных серверах через четыре месяца) происходит новый старт. В конце раунда (приблизительно через 10 месяцев после старта сервера) на карте появляются деревни особой NPC-расы — натаров (Natars). При нападении на деревню Натаров и разграблении её игрок может получить Артефакт, а при захвате этих деревень игрок может строить там особое строение — Чудо Света. Цель игры — построить Чудо Света 100-го уровня. Время от появления натаров до окончания раунда на стандартном сервере (не скоростном) — примерно 2 месяца. А стоимость последнего уровня Чуда света достигает 1 миллиона ресурсов каждого вида. Этим объясняется отличительная особенность данной игры — только в команде можно одержать победу в раунде.

## Вариации игры
Игра «TRAVIAN» доступна для игры более чем на 50 языках. Все серверы имеют различные версии игры: T2 — более старую, T3 — более новую, с обычной скоростью игры, с утроенной скоростью (х3, скоростной или спид-сервер), также существуют турнирная версия со скоростью х2 (по которой проводится чемпионат Европы) и скоростные сервера со скоростями х5 и х10 (х10 — экспериментальный, русской версии пока нет), T4 — самую новую.
В феврале 2009 года была запущена версия Т3.5, а с ноября 2009 — Т3.6. Бета-версия Т4 была запущена в январе, а Т4.0 — в феврале 2011 года. Новые версии игры частично активируются на текущих серверах и запускаются с полной функциональностью на вновь открывающихся. В версии T4 введено много новшеств, в частности значительно расширены опции героя и введен особый тип ресурсов — серебро, которое герой может добыть в ходе приключений, а также выручить от продажи амуниции, оружия или других предметов на аукционе.
В первых версиях игры героя надо было делать из игрового юнита. В версии T3 он нанимается в таверне из обычного юнита и может получать различные совершенствования в результате сражений, а также с его помощью можно захватить оазисы. В версии Т4: герой даётся изначально с начала игры на аккаунте, а опции героя значительно расширены и он может ловить диких животных для дальнейшего использования в защите своих деревень; кроме того, введены опции приключений, по мере прохождения которых герой может зарабатывать как ресурсы, так и доспехи, оружие, серебро и другие предметы. Всё это также может быть куплено или продано за серебро на аукционе. Таверна в версии Т4 нужна исключительно для захвата оазисов. В сентябре 2012 года игроки также получили право выбирать пол героя (в игре появились героини).

## Русифицированная версия
Для пользователей русскоязычного сегмента интернета доступны 13 русских серверов: 10 обычных (версия T4), один тестовый (версия T4), один скоростной (версия T4-3x), и один «классический» (версия T3.6) сервер. На каждом из серверов регистрируется до 20—40 тысяч пользователей, постоянно в онлайне находятся около двух тысяч. В сумме на русских серверах — около 100 тысяч регистраций (см. сайт статистики travianstats.de).
Русскоязычный сегмент является одним из самых крупных в игре. Увлечённость игроков привела к возникновению своей субкультуры — в частности, существует развитое игровое арго, не сразу понятное начинающим игрокам. Многие игровые кланы имеют свои сайты, нередко взаимодействуя и вне игрового процесса (на очных процессах, в других играх и т. д.).
Распространена практика игры на иноязычных серверах — для практики иностранного языка или с целью попадания в более удачную фазу игры (старт сервера).

## Разное
Игра отличается очень большой длительностью раунда — на обычном сервере (не скоростном) раунд от старта до построения чуда длится около 11 месяцев, причём с ростом «империй» по экспоненциальному закону растёт и время, которое требуется для игры. Если на старте сервера игра отнимает не более 20—30 минут в сутки, то развитые аккаунты, особенно к финишу чудостроя (строительства чуда света), для своего поддержания требуют отдавать им всё свободное время.
Вообще же, по затратам времени и энергии Травиан следует считать видом спорта, причём командной спортивно-технической игрой. И доказательство тому — 1-й чемпионат Европы по Травиану, стартовавший 18 мая 2011 г. и идущий до сих пор. Официальная страница Чемпионата Европы по травиану (на англ.) .